# Bande de munitions

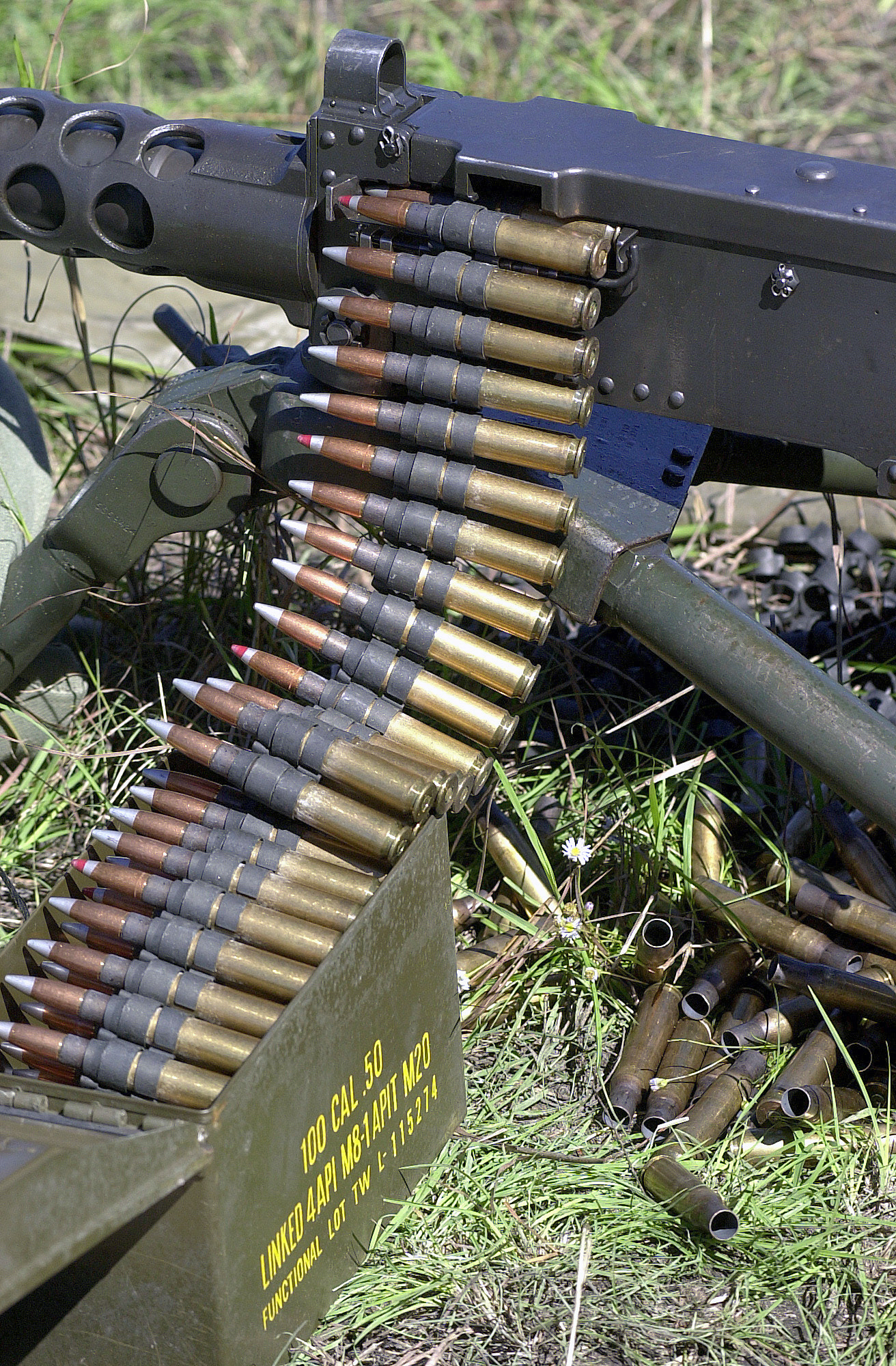
Bande de munitions .50 BMG alimentant une mitrailleuse lourde Browning M2. Cette bande dispose d'une balle traçante (pointe rouge) toutes les 5 cartouches.

Une bande de munitions est un système permettant de maintenir ensemble des cartouches pour alimenter une arme, en particulier les mitrailleuses et autres armes automatiques. Les avantages de ce système sont d'une part une minimisation de la masse de munitions et d'autre part la possibilité de hautes cadences de tir en continu.

L'ancêtre des systèmes à bande tels qu'on les connaît actuellement est probablement le chain gun Treeby breveté en 1850. Au départ, les ceintures étaient composées de toile ou de tissu disposant des poches cousues de façon régulière afin de permettre l'alimentation automatique de l'arme. Ce système était sujet aux dysfonctionnements à cause des effets de la graisse et des autres impuretés venant altérer la bande.  Des bandes disposant de liens métalliques furent alors conçues pour remédier à ces problèmes, elles étaient en effet plus résistantes aux solvants et à la graisse. Lors de la Première Guerre mondiale, des appareils permettaient de recharger les bandes rapidement afin de pouvoir tirer en continu.
À l'heure actuelle, la majorité des bandes de munitions se désintègre. Chaque attache fixe une cartouche et est articulée avec celle qui la précède ainsi que celle que la suit. Lorsque la première cartouche se détache de la bande et entre dans la chambre de l'arme ou dans le système de chargement, l'attache en est éjectée et l'attache maintenant la cartouche suivante est désarticulée.

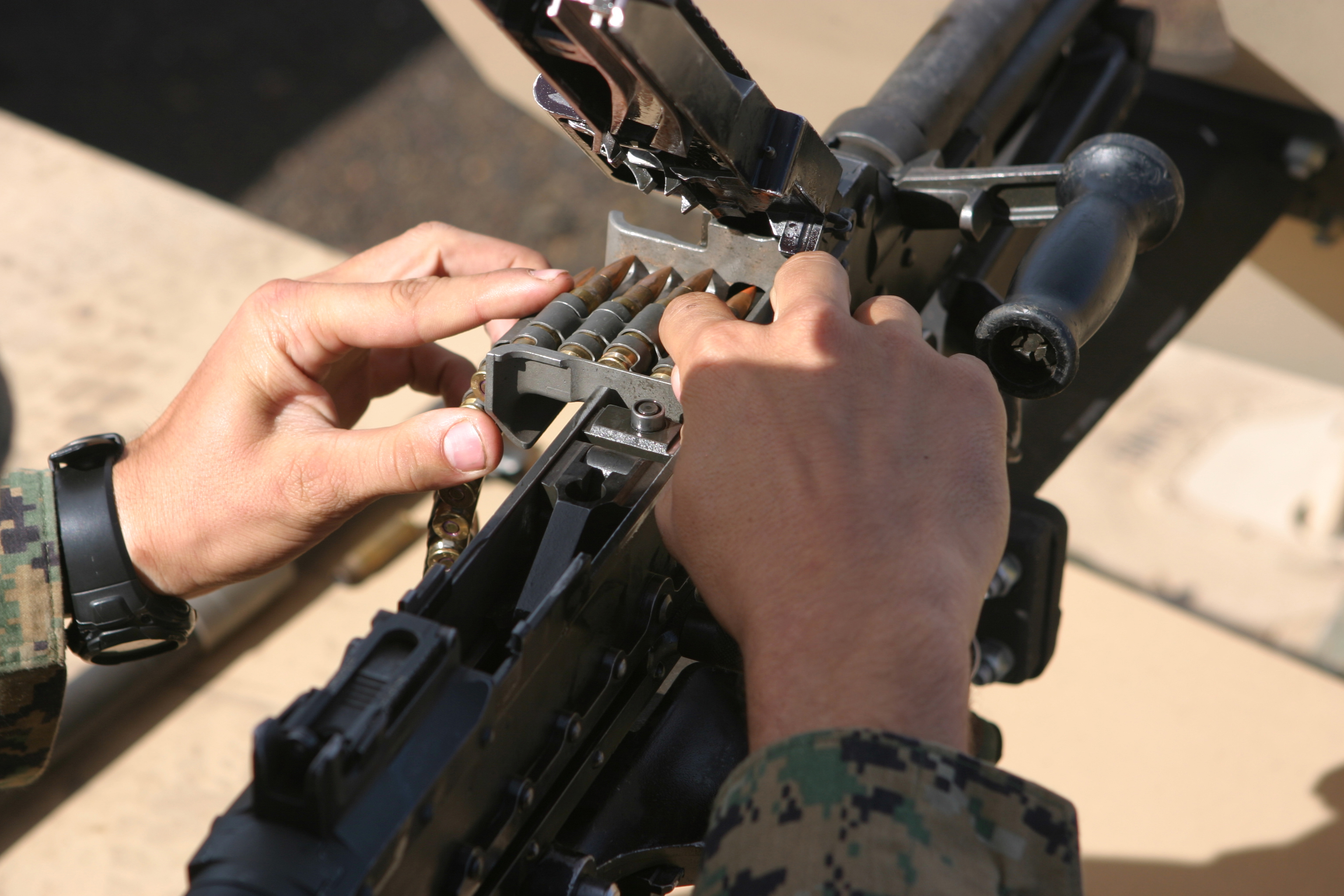
Insertion d'une bande de munitions dans une mitrailleuse M240.

Les mitrailleuses d'infanterie actuelles permettent souvent une alimentation soit par bande soit par chargeur. Certaines—telles la FN MINIMI/M249 SAW et la IMI Negev—peuvent être alimentées via l'un ou l'autre système sans apporter aucune modification. D'autres modèles—comme la HK21 ou la Maschinengewehr 34—nécessitent quant à elles un remplacement de pièces. À cause du manque de protection de la bande, les mitrailleuses d'infanterie utilisent souvent un guide flexible ou rigide pour maintenir la bande en bonne position sur l'arme et ainsi éviter l'enrayage. Enfin, sur certaines armes—comme la MG3—le conteneur à bande peut porter à confusion vu sa ressemblance avec un chargeur classique. La capacité des bandes et conteneurs dépend du poids et du volume. Leur taille est limitée par le calibre et la portabilité de l'arme et ses munitions combinées. La plupart du temps, lorsqu'elles sont portées par un soldat, les bandes sont composées de 50 à 300 cartouches.